# Giù al Nord (monologo)
Giù al Nord è uno spettacolo teatrale di Antonio Albanese andato in scena il 10 dicembre 1997 al Teatro Smeraldo di Milano e poi portato in tournée nazionale l'anno seguente. L'attore presenta una serie di monologhi in cui interpreta otto diversi personaggi del suo repertorio; i monologhi sono intervallati da intermezzi musicali eseguiti dal vivo da Massimo Cavallaro al sassofono e Piero Guerrera alle percussioni. 
I monologhi sono stati raccolti nel libro omonimo, edito nel 1998 per la collana Einaudi Stile Libero; una seconda edizione del libro, pubblicata nel 1999 include anche una videocassetta con la registrazione dello spettacolo fatto il 18 maggio 1999 ad Osimo. Tale registrazione è andata in onda su Rai Due il 27 ottobre 2000.

## Spettacolo
Lo spettacolo che ha come tema il lavoro, si apre con Ivo Perego, industriale siciliano emigrato in Brianza che verrà poi ripreso nel film La fame e la sete, alle prese con i capannoni di eternit dell'azienda e con i problemi legati al figlio drogato. Segue il monologo di Alex Drastico, uno dei personaggi più noti del repertorio dell'autore, che racconta la sua esperienza come istruttore di fitness. 
Completano lo spettacolo l'uomo che di professione "fa figure di fumo" (omaggio all'omino di fumo di Aldo Palazzeschi), un operaio completamente disumanizzato che parla come un robot, il professor Cantoni, che non può bocciare nessun alunno agli esaemi per paura dei ricorsi al TAR, un discotecaro di Cusano Milanino e l'Uomo che non sa che lavoro fa.